# Patinação artística nos Jogos Olímpicos de Inverno da Juventude de 2012
Os eventos da patinação artística nos Jogos Olímpicos de Inverno da Juventude de 2012 foram realizados no OlympiaWorld Innsbruck, em Innsbruck, Áustria, de 14 a 17 de janeiro e no dia 21 de janeiro. Nos Jogos da Juventude foi realizado um evento exclusivo disputado por times compostos por patinadores de Comitês Olímpicos Nacionais diferentes. 

## Calendário
| Janeiro             | 13 | 14 | 15 | 16 | 17 | 18 | 19 | 20 | 21 | 22 |
| ------------------- | -- | -- | -- | -- | -- | -- | -- | -- | -- | -- |
| Patinação artística |    |    |    | 2  | 2  |    |    |    | 1  |    |

|  | Dia de competição |  | Dia de final |  | Apresentação de gala |

## Eventos
- Individual (masculino e feminino)
- Duplas
- Dança no gelo
- Equipes de CONs mistos

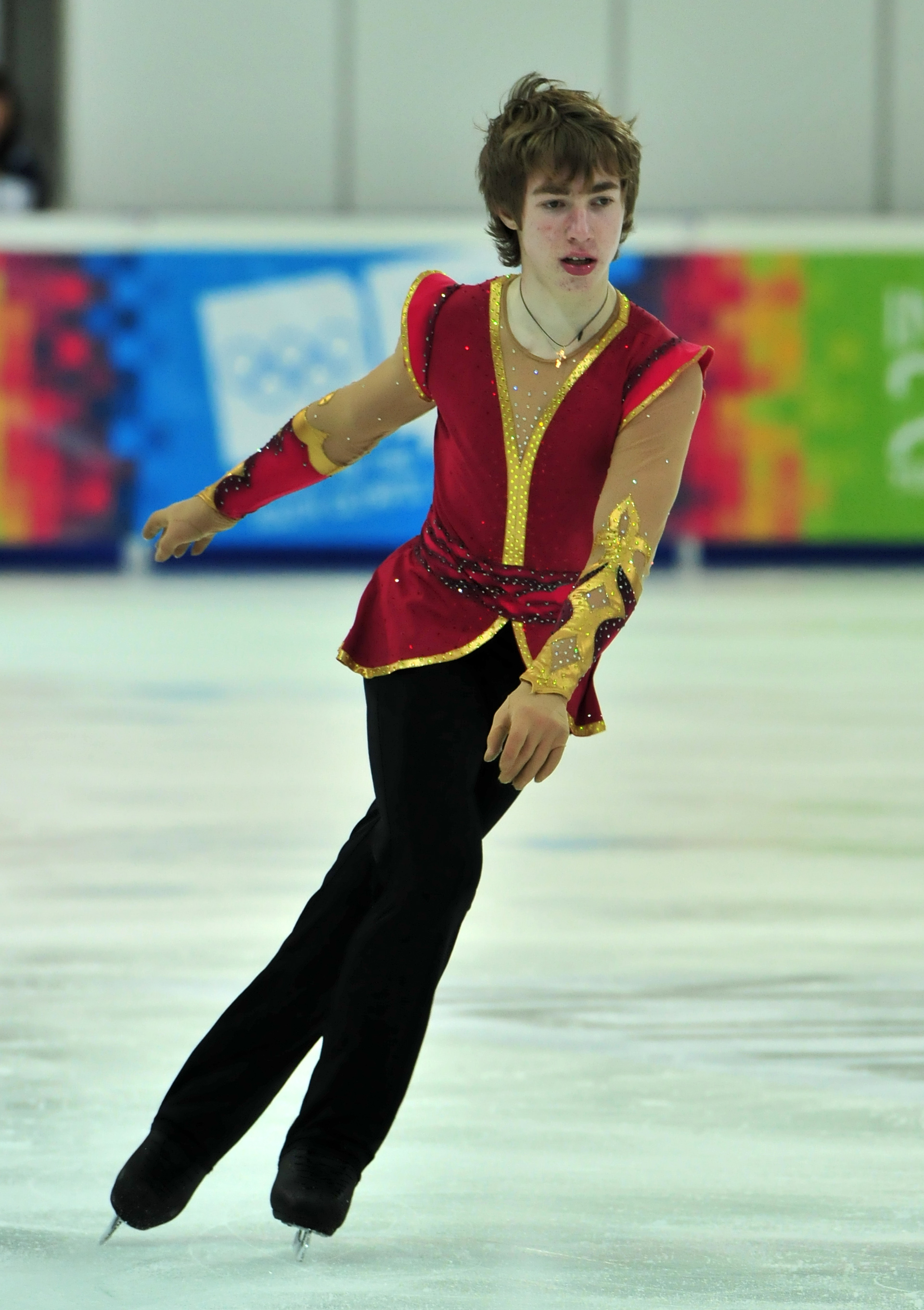
Russo Feodosiy Efremenkov na competição individual masculina.

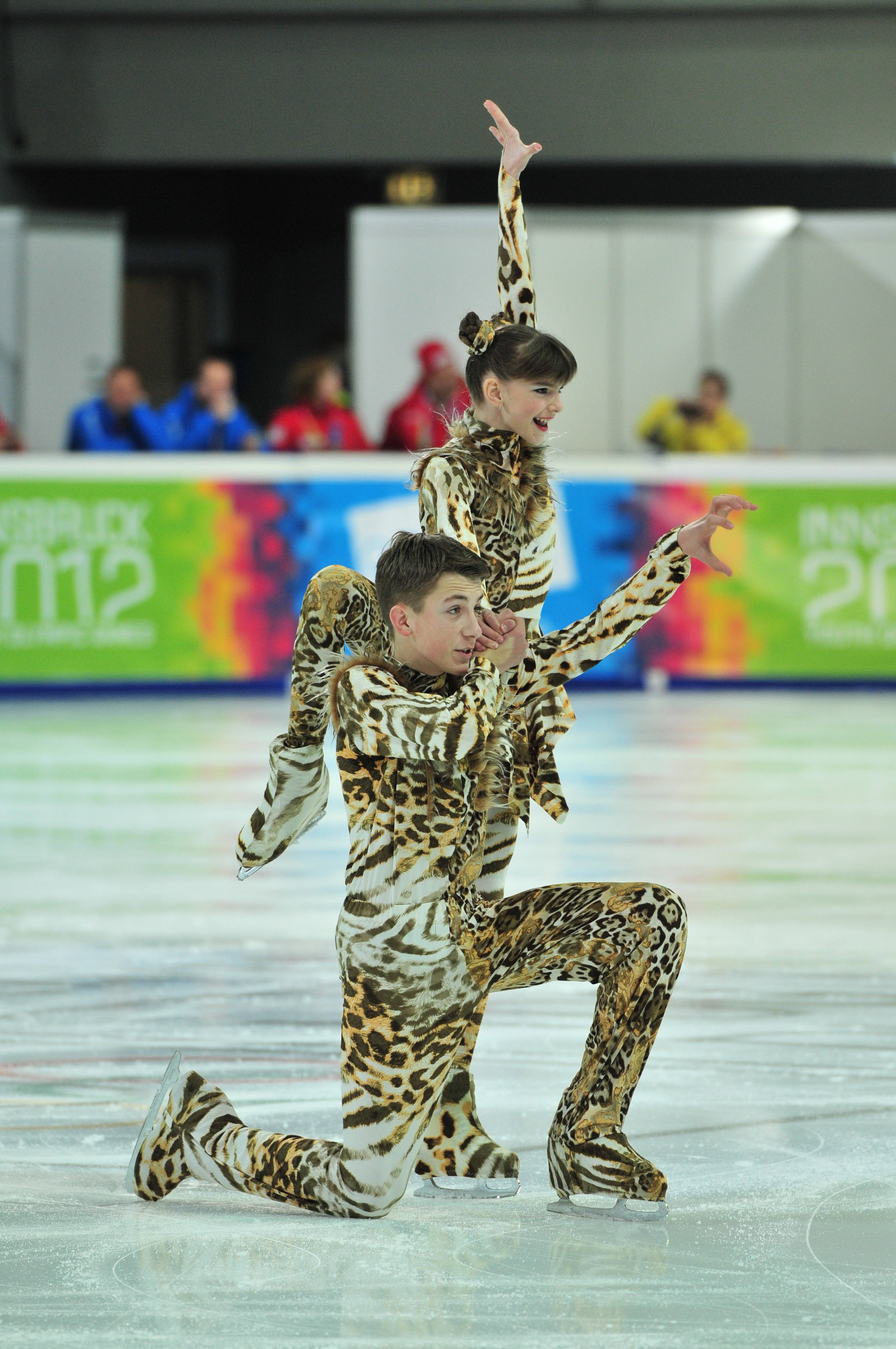
Tkachenka e Gulitski, da Bielorrússia, integraram a equipe de CONs mistos que venceu a competição.

- Apresentação de gala (não vale medalha)

## Qualificação
O total de vagas disponíveis para as competições da patinação artística foi de 76, consistindo de 38 moças e 38 rapazes. Foram 16 patinadores em cada evento individual, 10 casais de patinadores e 12 casais de dança no gelo. Cada CON poderia inscrever até dois atletas por evento, totalizando 12 (seis moças e seis rapazes).

## Medalhistas
| Evento                        | Ouro | Prata | Bronze |
| ----------------------------- | --- | --- | --- |
| Individual masculino detalhes | Yan Han CHN China                                                                                             | Shoma Uno JPN Japão                                                                                          | Feodosiy Efremenkov RUS Rússia                                                                                    |
| Individual feminino detalhes  | Elizaveta Tuktamysheva RUS Rússia                                                                             | Adelina Sotnikova RUS Rússia                                                                                 | Li Zijun CHN China                                                                                                |
| Duplas detalhes               | Yu Xiaoyu Jin Yang CHN China                                                                                  | Lina Fedorova Maxim Miroshkin RUS Rússia                                                                     | Anastasia Dolidze Vadim Ivanov RUS Rússia                                                                         |
| Dança no gelo detalhes        | Anna Yanovskaya Sergey Mozgov RUS Rússia                                                                      | Oleksandra Nazarova Maksym Nikitin UKR Ucrânia                                                               | Maria Simonova Dmitri Dragun RUS Rússia                                                                           |
| Equipes mistas detalhes       | Jordan Bauth USA Estados Unidos Shoma Uno JPN Japão Eugenia Tkachenka Yuri Gulitski BLR Bielorrússia Equipe 4 | Eveliina Viljanen FIN Finlândia Yaroslav Paniot UKR Ucrânia Maria Simonova Dmitri Dragun RUS Rússia Equipe 2 | Park So-Youn KOR Coreia do Sul Alexander Lyan KAZ Cazaquistão Estelle Elizabeth Romain Le Gac FRA França Equipe 6 |

## Quadro de medalhas
| Ordem | País                       | Medalha de ouro | Medalha de prata | Medalha de bronze |    | Ordem por total |
| ----- | -------------------------- | --------------- | ---------------- | ----------------- | -- | --------------- |
| 1     | RUS Rússia                 | 2               | 2                | 3                 | 7  | 1               |
| 2     | CHN China                  | 2               |                  | 1                 | 3  | 2               |
| –     | IOC Equipes internacionais | 1               | 1                | 1                 | 3  | –               |
| 3     | JPN Japão                  |                 | 1                |                   | 1  | 3               |
|       | UKR Ucrânia                |                 | 1                |                   | 1  | 3               |
| TOTAL | TOTAL                      | 5               | 5                | 5                 | 15 | —               |